# Bart de Win
Bart de Win (1963) is een Nederlandse muzikant, zanger en componist. Hij maakt deel uit van de band Matthews Southern Comfort en hij is de helft van het duo "Tip Jar".

Na gestart te zijn als jazz-musicus, musiceert Bart de Win meer in het Americana-genre. 

## Carrière
Bart de Win studeerde klassieke piano aan het Rotterdamse conservatorium.
In 1988 begon hij met lesgeven op het Eindhovense Centrum voor de Kunsten. Na enige tijd begon hij echter zelf weer met de studie jazz zang.
Na de afronding van deze opleiding in 1999 begon hij zelf zang te doceren in Rotterdam en Utrecht.

Vanaf 1989 maakte de Win deel uit van diverse jazz- en fusiongroepen en was in 1999 finalist bij het ‘Jazz Vocalisten Concours’ in Zwolle.

### Solo
In oktober 2009 kwam zijn eerste solo-album The simple life uit, met gastoptredens van o.a. BJ Baartmans, Eric Vloeimans, Harry Hendriks en Gerard van Maasakkers.

In 2011 komt het album Little World uit. De opnames voor dit album werden in de zomer van 2010 gemaakt in Austin, Texas.

In 2012 produceert BJ Baartmans zijn album "Easy To See" met gastbijdragen van o.a. Ian Matthews, en Walt en Tina Wilkins.

### met Gerard van Maasakkers
Van 1996 tot 2011 maakt Bart de Win onderdeel uit van "De Vaste Mannen", de vaste kern van de van bezetting soms wisselende begeleidingsband van Gerard van Maasakkers.
Van 1996 tot 2007 brachten zij met van Maasakkers 5 albums uit. In 2001 schreef de Win de muziek voor de single "Liedje van Niks".

### met Walt Wilkins
Walt Wilkins is een Texaans singer-songwriter en leider van de band "The Mystiqueros".
Elk jaar in de herfst tourt Walt Wilkins met zijn vrouw en met begeleiding van Bart de Win door Nederland.
In Texas is de Win jaarlijks gastmuzikant bij de Mystiqueros.

### Tip Jar
Samen met zijn vrouw Arianne Knegt vormt Bart de Win het duo "Tip Jar".

In 2014 brachten zij hun eerste album uit: "Back Porch", gevolgd door "Let's go" in 2016. Harry Hendriks is een vaste begeleider, zowel in de studio als op tournee.

In januari 2017 werd het album "Gemstone Road" uitgebracht, een jaar later werd in Texas "Onward" opgenomen.

### Matthews Southern Comfort
Matthews Southern Comfort is de naam waaronder Iain Matthews, nadat hij in 1969 Fairport Convention verliet, een aantal soloalbums opnam.

In 2017 werd de band heropgericht, met naast de Win en Matthews sologitarist BJ Baartmans en Eric Devries op ritmegitaar en zang.

In Baartmans Boxmeerse studio werd in 2017 het album "Like a Radio" opgenomen, in 2020 gevolgd door "The New Mine".

### Overige
De Win heeft ook samengewerkt met Izaline Calister, Stevie Ann, Shirma Rouse, Fay Claassen, Gert Vlok Nel, JW Roy,  Kevin Welch, JT Nero, Allison Russell, Sarah McQuaid en vele anderen.

## Trivia
Vanuit hun Brabantse boerderij geven Bart de Win en zijn vrouw regelmatig huisconcerten.